# Alfredo Cerruti
Alfredo Cerruti (Napoli, 28 giugno 1942 – Milano, 18 ottobre 2020) è stato un produttore discografico, autore televisivo e cantante italiano, principalmente noto al pubblico come voce degli Squallor.

## Carriera

### Discografico
La carriera di produttore discografico di Alfredo Cerruti inizia nel 1962 nella società Edizioni Adriatica. Dal 1970 è direttore artistico della casa discografica CBS (nel 1972 diventa produttore esclusivo) dove lavorerà fino al 1976, anno in cui passerà alla CGD, in cui rimane per sei anni. Nel 1982 passa alla Ricordi dove ricoprirà sempre il ruolo di direttore artistico fino al 1986.

### Autore televisivo
Come autore televisivo Cerruti collabora ai testi di Chi tiriamo in ballo?, Indietro tutta! ('87), Cocco ('88) e Stasera mi butto per Rai Due; Il caso Sanremo ('90), Luna di miele ('92), Fantastica italiana, I cervelloni e Faccia tosta per Rai Uno. Ha firmato insieme ad altri autori le edizioni 1998-1999 e 1999-2000 di Domenica in.
Nel 1987-1988 partecipa al varietà di Renzo Arbore Indietro tutta!, nel quale è la voce del Professor Pisapia e una delle due voci dello sketch Volante 1 a Volante 2, l'altra è di Arnaldo Santoro. Ancora con Santoro nel 1990 prende parte alla trasmissione Il caso Sanremo, condotta anch'essa da Renzo Arbore assieme a Lino Banfi, Michele Mirabella e Massimo Catalano, in cui Cerruti e Santoro interpretano i due giudici a latere.

### Gli Squallor
Nel 1971, contemporaneamente alla sua carriera di autore e produttore, crea gli Squallor insieme ai parolieri Giancarlo Bigazzi e Daniele Pace, al musicista Totò Savio e al discografico Elio Gariboldi. Il gruppo musicale, nato come un progetto goliardico tra amici, riscuoterà moltissimo successo e inciderà album per 25 anni. Cerruti è l'inconfondibile voce narrante degli Squallor, presente in moltissime canzoni tra cui 38 luglio. Appare anche nei due film del gruppo, Arrapaho e Uccelli d'Italia. 

### Vita privata
A metà degli anni settanta ha avuto una relazione con Mina, durata circa tre anni. Suo figlio Alfredo Cerruti jr., invece, è stato fidanzato per oltre dieci anni (fino al 2002) con Laura Pausini, di cui era anche manager.
Alfredo Cerruti muore il 18 ottobre 2020 a 78 anni. Il giorno successivo al suo decesso, all'interno del programma Blob su Rai 3 gli viene dedicato un breve frammento commemorativo dal titolo "Ciao Alfredo".

## Filmografia

### Attore
- "FF.SS." - Cioè: "...che mi hai portato a fare sopra a Posillipo se non mi vuoi più bene?", regia di Renzo Arbore (1983)
- Arrapaho, regia di Ciro Ippolito (1984)
- Uccelli d'Italia, regia di Ciro Ippolito (1985)

## Televisione

### Autore televisivo
- Chi tiriamo in ballo
- Indietro tutta! (1987-1988)
- Cocco
- Stasera mi butto
- Il caso Sanremo (1990)
- Luna di miele
- Fantastica italiana
- I cervelloni
- Faccia tosta
- Domenica in (1998-1999 e 1999-2000)

### Comico
- Indietro tutta! (1987-1988)
- Il caso Sanremo (1990)

## Discografia

### Discografia con gli Squallor

#### Album
- 1973 - Troia
- 1974 - Palle
- 1977 - Vacca
- 1977 - Pompa
- 1978 - Cappelle
- 1980 - Tromba
- 1981 - Mutando
- 1982 - Scoraggiando
- 1983 - Arrapaho
- 1984 - Uccelli d'Italia
- 1985 - Tocca l'albicocca
- 1986 - Manzo
- 1988 - Cielo duro
- 1994 - Cambiamento

### Discografia solista

#### Singoli
- 2007 - S'M'S (con Nino Frassica)

#### Partecipazioni
- 2007 - AA.VV. Winter Collection 4, con il brano S'M'S
- 2008 - AA.VV. Top Of The Spot 2008, con il brano S'M'S